# Thelma Schoonmaker
Thelma Schoonmaker (Algeri, 3 gennaio 1940) è una montatrice statunitense, assidua collaboratrice del regista Martin Scorsese.

## Biografia
Nata da genitori statunitensi in Algeria, dove suo padre lavorava per la compagnia petrolifera Standard Oil, trascorse la sua infanzia e la sua adolescenza nell'isola di Aruba e successivamente in Portogallo. Dopo il suo rientro negli Stati Uniti nel 1955, studiò scienze politiche all'Università Cornell e imparò il russo con la prospettiva di entrare nella carriera diplomatica. Conseguita la laurea nel 1961, cominciò a fare concorsi per entrare nella pubblica amministrazione statunitense. Durante una simulazione di ricevimento nell'ambasciata sudafricana, nel corso di una conversazione commise l'errore di esprimere le sue opinioni contrarie all'apartheid. La commissione selezionatrice, a causa delle sue idee decisamente "schierate" e all'epoca incompatibili con il lavoro scelto, le consigliò di abbandonare la strada intrapresa. La Schoonmaker si iscrisse allora a un corso di arte cinematografica all'Università di New York e rispose a un annuncio in cui si richiedeva un assistente al montaggio; presso questo studio imparò a tagliare i negativi e, per puro caso, si offrì di collaborare a rimontare il film girato da un giovane studente per la sua tesi di laurea e rovinato da un cattivo montaggio. Lo studente era Martin Scorsese e il film era Chi sta bussando alla mia porta. Da quel momento, Thelma Schoonmaker è diventata la collaboratrice fissa di Scorsese. 
Nel 1971 viene candidata all'Oscar al miglior montaggio per il film Woodstock - Tre giorni di pace, amore e musica. Ha collaborato al montaggio di Toro scatenato, Re per una notte, Fuori orario, Quei bravi ragazzi, Cape Fear - Il promontorio della paura, L'età dell'innocenza, fino a The Aviator.
Durante la notte della cerimonia per la 79ª edizione degli Academy Awards riceve l'Oscar per il montaggio del film di Scorsese The Departed - Il bene e il male, il terzo della sua carriera dopo quelli ottenuti per Toro scatenato e The Aviator e dopo le nomination per Quei bravi ragazzi, Gangs of New York e Hugo Cabret. Nel 2014, assieme al regista Frederick Wiseman, le viene assegnato il Leone d'oro alla carriera alla 71ª Mostra internazionale d'arte cinematografica di Venezia, primo caso nella storia della Mostra in cui il riconoscimento viene assegnato ad un montatore.

## Vita privata
È stata sposata con il regista Michael Powell, di 35 anni più grande di lei e conosciuto proprio grazie a Scorsese, dal 1984 fino alla sua morte nel 1990. La coppia non ha avuto figli.

## Filmografia parziale
- Chi sta bussando alla mia porta (Who's That Knocking at My Door), regia di Martin Scorsese (1967)
- Scene di strada 1970 (Street Scenes), regia di Martin Scorsese (1970) - documentario
- Woodstock - Tre giorni di pace, amore e musica (Woodstock), regia di Michael Wadleigh, Thelma Schhoonmaker e Martin Scorsese (1970)
- Toro scatenato (Raging Bull), regia di Martin Scorsese (1980)
- Re per una notte (The King of Comedy), regia di Martin Scorsese (1983)
- Fuori orario (After Hours), regia di Martin Scorsese (1985)
- Il colore dei soldi (The Color of Money), regia di Martin Scorsese (1986)
- L'ultima tentazione di Cristo (The Last Temptation of Christ), regia di Martin Scorsese (1988)
- New York Stories, episodio Lezioni dal vero (Life Lessons), regia di Martin Scorsese (1989)
- Quei bravi ragazzi (Goodfellas), regia di Martin Scorsese (1990)
- Cape Fear - Il promontorio della paura (Cape Fear), regia di Martin Scorsese (1991)
- L'età dell'innocenza (The Age of Innocence), regia di Martin Scorsese (1993)
- Casinò (Casino), regia di Martin Scorsese (1995)
- Kundun, regia di Martin Scorsese (1997)
- Al di là della vita (Bringing Out the Dead), regia di Martin Scorsese (1999)
- Il mio viaggio in Italia, regia di Martin Scorsese (1999) - documentario
- Gangs of New York, regia di Martin Scorsese (2002)
- The Aviator, regia di Martin Scorsese (2004)
- The Departed - Il bene e il male (The Departed), regia di Martin Scorsese (2006)
- Shutter Island, regia di Martin Scorsese (2010)
- Hugo Cabret (Hugo), regia di Martin Scorsese (2011)
- The Wolf of Wall Street, regia di Martin Scorsese (2013)
- Silence, regia di Martin Scorsese (2016)
- The Irishman, regia di Martin Scorsese (2019)
- Killers of the Flower Moon, regia di Martin Scorsese (2023)

## Riconoscimenti
Premio Oscar
- 1971 - Candidatura miglior montaggio per Woodstock - Tre giorni di pace, amore e musica
- 1981 - Miglior montaggio per Toro scatenato
- 1991 - Candidatura miglior montaggio per Quei bravi ragazzi
- 2003 - Candidatura miglior montaggio per Gangs of New York
- 2005 - Miglior montaggio per The Aviator
- 2007 - Miglior montaggio per The Departed - Il bene e il male
- 2012 - Candidatura miglior montaggio per Hugo Cabret
- 2020 - Candidatura miglior montaggio per The Irishman
- 2024 - Candidatura miglior montaggio per Killers of the Flower Moon

Premio BAFTA
- 1982 - Miglior montaggio per Toro scatenato
- 1984 - Candidatura miglior montaggio per Re per una notte
- 1991 - Miglior montaggio per Quei bravi ragazzi
- 1993 - Candidatura miglior montaggio per Cape Fear - Il promontorio della paura
- 2003 - Candidatura miglior montaggio per Gangs of New York
- 2005 - Candidatura miglior montaggio per The Aviator
- 2007 - Candidatura miglior montaggio per The Departed - Il bene e il male
- 2012 - Candidatura miglior montaggio per Hugo Cabret
- 2014 - Candidatura miglior montaggio per The Wolf of Wall Street
- 2019 - BAFTA Fellowship (premio alla carriera)
- 2020 - Candidatura miglior montaggio per The Irishman

Mostra del Cinema di Venezia
- 2014 - Leone d'Oro alla carriera

Eddie Award
- 1981 - Miglior montaggio in un film per Toro scatenato
- 1991 - Candidatura miglior montaggio in un film  Quei bravi ragazzi
- 1996 - Candidatura miglior montaggio in un film Casinò
- 2003 - Miglior montaggio in un film drammatico per Gangs of New York
- 2005 - Miglior montaggio in un film drammatico per The Aviator
- 2007 - Miglior montaggio in un film drammatico per The Departed - Il bene e il male (EX AEQUO con Stephen Mirrione e Douglas Crise per Babel)
- 2012 - Candidatura miglior montaggio in un film drammatico Hugo Cabret
- 2014 - Candidatura miglior montaggio in un film commedia o musicale The Wolf of Wall Street
- 2017 - Premio alla carriera
- 2020 - Candidatura miglior montaggio in un film drammatico The Irishman

Saturn Award
- 2012 - Candidatura miglior montaggio per Hugo Cabret

EDA Award
- 2011 - Candidatura miglior montaggio per Shutter Island
- 2012 - Miglior montaggio per Hugo Cabret
- 2012 - Candidatura miglior montaggio per Hugo Cabret
- 2020 - Miglior montaggio per The Irishman

Camerimage
- 2009 - Premio Speciale - Montatrice con un'unica sensibilità visiva

Satellite Award
- 2003 - Miglior montaggio per Gangs of New York
- 2005 - Candidatura miglior montaggio per The Aviator
- 2010 - Candidatura miglior montaggio per Shutter Island
- 2013 - Candidatura miglior montaggio per The Wolf of Wall Street
- 2019 - Candidatura miglior montaggio per The Irishman